# Decanato di Treviglio
Il decanato di Treviglio è uno dei 63 decanati in cui è suddivisa l'arcidiocesi di Milano. Fa parte della zona pastorale VI di Melegnano e comprende 9 parrocchie.
Il decanato, che conta una popolazione di circa 50.000 fedeli, comprende i comuni di Treviglio, Castel Rozzone, Canonica d'Adda, Fara Gera d'Adda e Pontirolo Nuovo. Confina a nord con la diocesi di Bergamo e a sud-est con quella di Cremona. Oltre l'Adda confina con quella di Cremona del comune di Cassano d'Adda e con quella di Milano tramite il comune di Vaprio d'Adda.
Il decano, dal 1º febbraio 2021, è monsignor Norberto Donghi, prevosto di Treviglio e responsabile della comunità pastorale "Madonna delle Lacrime".

## Rito
Il decanato, assieme a quelli di Trezzo sull'Adda e Monza è uno dei pochi nell'arcidiocesi di Milano ad adottare il rito romano al posto del rito ambrosiano, maggioritario nell'arcidiocesi. Il decanato infatti comprende tutti i comuni bergamaschi dell'arcidiocesi di Milano che sono situati cioè sulla sponda sinistra dell'Adda e che hanno, anche in ragione della loro posizione geografica, voluto mantenere il rito romano, nonostante i tentativi di Carlo Borromeo di estenderlo a tutte le parrocchie della diocesi.

## Storia

### Pieve
La pieve di Treviglio intitolata a San Martino e Santa Maria Assunta attestata già alla fine del XVI secolo, la chiesa di San Martino e Santa Maria Assunta fu elevata a sede vicariale nel 1577 da Carlo Borromeo, anno in cui Pontirolo Vecchio (oggi Canonica d'Adda) perse definitivamente il suo ruolo di sede plebana, venendo smembrata in tre vicariati foranei.
La pieve originariamente comprendeva le 4 parrocchie di Treviglio, Canonica d'Adda, Castel Rozzone e Pontirolo Nuovo; soltanto a fine Settecento il comune di Fara Gera d'Adda si è unito alla pieve di Treviglio dato che prima apparteneva alla diocesi di Bergamo, rappresentando cioè un'enclave della diocesi bergamasca in quella milanese.
Nel 1899, come attesta il cardinale Andrea Carlo Ferrari in visita pastorale, essa comprendeva le 4 parrocchie originarie più quella di Fara Gera d'Adda.
La pieve è sempre stata inclusa nella sesta zona pastorale diocesana, quella di Melegnano, e ha sempre avuto il rito romano.

### Decanato
Il 21 maggio 1972, in base al 46º sinodo diocesano che istituì i decanati nella diocesi, la pieve divenne decanato ed in seguito nacquero 5 nuove parrocchie dalla frammentazione di quella di Treviglio.
Nello stesso anno d'istituzione del decanato nacque il 24 luglio la parrocchia di San Pietro comprendente la zona nord di Treviglio e la frazione delle Battaglie.
Il 22 luglio 1982 nacque la parrocchia di San Zeno, il culto già presente nella Cusarola prima della fondazione del centro fu così ripristinato nei medesimi territori in cui era in origine sorto. Il centro di Cusarola si trovava infatti a nord-est dell'attuale centro storico.
Il 30 gennaio 1984 fu fondata quella di Santa Maria annunciata comprendente il conventino. Il 25 giugno 1986 quella del Santo Nome di Maria comprendente la Geromina e Castel Cerreto. La chiesa della Geromina sede dell'omonima parrocchia venne in quegli anni venne ristrutturata, demolendo la chiesa di legno risalente ai primi del novecento e sostituendola con una più moderna di cemento.

## Parrocchie
Il decanato di Treviglio comprende 9 parrocchie.
Dal 2007 le 5 parrocchie di Treviglio formano la comunità pastorale "Madonna delle Lacrime", cui successivamente si è aggiunta la parrocchia di Castel Rozzone. Le restanti 3 parrocchie, che corrispondono ai territori dei comuni di Canonica d'Adda, Fara Gera d'Adda e Pontirolo Nuovo, formano la comunità pastorale "San Giovanni XXIII".
| Denominazione                                   | Chiesa Parrocchiale                           | Comune                | Abitanti | Sede amministrativa | Sito istituzionale                                                      | Titolo onorifico                               |
| ----------------------------------------------- | --------------------------------------------- | --------------------- | -------- | ------------------- | ----------------------------------------------------------------------- | ---------------------------------------------- |
| Parrocchia di Sant'Alessandro                   | Chiesa di Sant'Alessandro                     | Fara Gera d'Adda      | 7.847    | Piazza Roma, 3      | oratoriofara.net Archiviato il 7 settembre 2009 in Internet Archive.    | Arcipretale, già sede di capitolo              |
| Parrocchia di San Bernardo                      | Chiesa di San Bernardo                        | Castel Rozzone        | 2.891    | Piazza Castello, 6  | parrocchiasanbernardo.it                                                | Parrocchiale                                   |
| Parrocchia di San Giovanni Evangelista          | Chiesa di San Giovanni evangelista            | Canonica d'Adda       | 4.299    | Piazza Chiesa, 1    | parrocchie.it/canonicadda                                               | Parrocchiale, già collegiata e sede plebana    |
| Parrocchia di Santa Maria Annunciata            | Chiesa di Santa Maria Annunciata              | Treviglio, Conventino | 3.697    | Via della Pace, 10  | conventino.it/j                                                         | Parrocchiale                                   |
| Parrocchia di San Martino e Santa Maria Assunta | Basilica di San Martino e Santa Maria Assunta | Treviglio             | 12.589   | Via San Martino, 3  | oratoriosantagostino.it                                                 | Basilica minore, già collegiata e sede plebana |
| Parrocchia di San Michele Arcangelo             | Chiesa di San Michele Arcangelo               | Pontirolo Nuovo       | 4.895    | Via Bianchi, 2      | parrocchiapontirolo.it Archiviato il 4 agosto 2020 in Internet Archive. | Parrocchiale                                   |
| Parrocchia di Santo Nome di Maria               | Chiesa Santo Nome di Maria                    | Treviglio, Geromina   | 2.389    | Via Geromina, 1     |                                                                         | Parrocchiale                                   |
| Parrocchia di San Pietro Apostolo               | Chiesa di San Pietro                          | Treviglio, zona Nord  | 5.308    | Via Pontirolo, 14   |                                                                         | Parrocchiale                                   |
| Parrocchia di San Zeno                          | Chiesa di San Zeno                            | Treviglio             | 4.054    | Via Terni, 24       | sanzenotreviglio.it                                                     | Parrocchiale                                   |

## Ordini religiosi
Sono presenti inoltre gli istituti religiosi femminili delle Figlie della Chiesa, erano presenti fino al 2015 le suore di carità di Maria Bambina presso il collegio degli Angeli, quelli maschili dei monfortani e dei salesiani e la società di vita apostolica maschile dei Padri Bianchi.